# Fundación Disenso
La Fundación Disenso es una fundación privada española, fundada en 2020 y think tank de la formación política VOX.
Su patronato está presidido por Santiago Abascal y lo forman Luis Asúa Brunt, Carlos Bustelo, Francisco José Contreras, Enrique García-Máiquez, José María Marco, Rocío Monasterio y Ana Velasco Vidal-Abarca.
Su equipo de dirección está compuesto en parte por exmiembros de FAES.
En 2020, la Fundación adquirió el periódico digital La Gaceta, renombrándolo como La Gaceta de la Iberosfera.
Santiago Abascal ofreció la presidencia a Rocío Monasterio para dejarla morir ahí y evitar que se presentase a las elecciones autonómicas de mayo de 2023, pero Monasterio rechazó el puesto.

## Financiación
En febrero de 2023, la exsecretaria y portavoz de VOX Macarena Olona acusó a Santiago Abascal, presidente nominal de la fundación, de desviar parte de los fondos públicos recibidos por VOX a Disenso. Ese mismo año se comprobó que desde su creación hasta 2023, se habían desviado desde el partido político a la fundación un total de siete millones de euros. Según sus cuentas gasta un millón al año en personal y 1,3 millones en el genérico epígrafe «otros gastos de actividad», sin desglosar en qué servicios, contratos o empresas. Además, la fundación no produce ningún beneficio monetario.Tras descubrirse el desvío de dinero a la fundación, dos cargos de la cúpula del partido fueron cesados y pusieron en su puesto a Jorge Buxadé, confirmando así el ascenso del ala falangista en Vox. Tras revelarse la información a través de los medios de comunicación, el secretario general de Vox, Ignacio Garriga, envió una carta a los afiliados para tranquilizar y resolver las dudas de la militancia con respecto a las irregularidades en la financiación en la que se excusaba diciendo que el partido y la Fundación son lo mismo. Días después se confirmó que a pesar del trasvase de capital de Vox a la Fundación, tanto la Fundación como la empresa encargada de la comunicación y de aleccionar a los políticos del partido, dirigida por el asesor de VOX y cofundador de la Fundación Kiko Méndez-Monasterio llevaba dos años en números rojos.
La fundación recibió 220.000 euros de financiación pública en 2020 y 2021.

## Carta de Madrid
En 2020, la Fundación Disenso impulsó la llamada Carta de Madrid: en defensa de la libertad y la democracia en la Iberosfera, un documento que se compromete a "erradicar el comunismo" e instaurar un "estado de derecho" en Iberoamérica.